# میدان نفتی فورتیز
میدان نفتی فورتیز (انگلیسی: Forties Oil Field) از میدان‌های نفتی اسکاتلند است، که در سال ۱۹۷۰ کشف شد و در سال ۱۹۷۵ به بهره‌برداری رسید.